# Kuchl
Kuchl es una localidad del distrito de Hallein, en el estado de Salzburgo, Austria, con una población estimada a principio del año 2018 de 7274 habitantes. 
Se encuentra ubicada en el centro-norte del estado, cerca de la frontera con el estado de Alta Austria y Alemania.

## Historia
El mansio de Cucullis en la provincia de Noricum ya se mencionó en la Tabula Peutingeriana, una hoja de la calzada romana que data del siglo IV. De acuerdo con la biografía del 511 Vita Sancti Severini de Eugipio, Severino de Nórico (fallecido en 482) actuó aquí como misionero.
En 997, el arzobispo Hartwig de Salzburgo estableció una parroquia en Kuchl. El acuerdo recibió derechos de mercado en 1380. Después de la mediatización alemana y las Guerras napoleónicas, el área finalmente cayó ante el Imperio austríaco en 1816. El municipio actual se estableció en 1850.
Desde 1943, Kuchl es la sede de una escuela técnica para la economía de la madera (Holztechnikum).

## Geografía

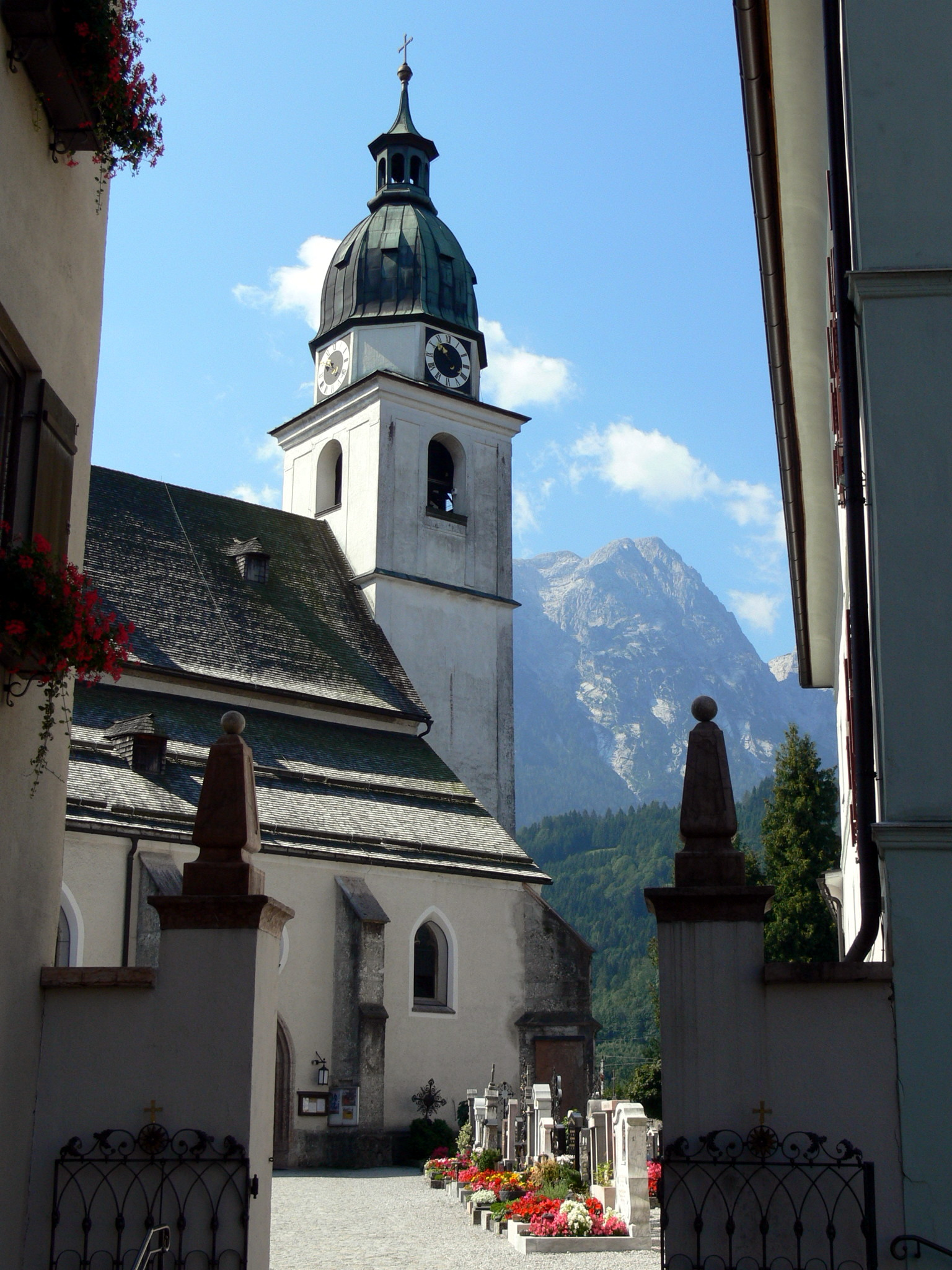
La parroquia de Kuchl.

Kuchl está situado en el amplio valle del río Salzach, parte de la región de Salzburgo Tennengau. Al oeste del río nace el macizo Göll de la cordillera de los Alpes de Berchtesgaden, que forma la frontera con Alemania. El área municipal comprende las comunidades catastrales Georgenberg, Jadorf, Kellau, Kuchl y Weißenbach.
El pintoresco paisaje y la torre de la iglesia se presentaron en los créditos de apertura de la película musical The Sound of Music.

## Ciudades hermanadas
Kuchl mantiene un hermanamiento de ciudades con:
- San Giovanni al Natisone, Friuli-Venecia Julia, Italia.